# 대한민국 형사소송법 제238조
대한민국 형사소송법 제238조는 고소, 고발과 사법경찰관의 조치에 대한 형사소송법의 조문이다.

## 조문
제238조(고소, 고발과 사법경찰관의 조치) 사법경찰관이 고소 또는 고발을 받은 때에는 신속히 조사하여 관계서류와 증거물을 검사에게 송부하여야 한다.

## 참고 문헌
- 손동권 신이철, 새로운 형사소송법(초판, 2013), 세창, 2013. ISBN 9788984114081